# 楊敏德
楊敏德，GBS，JP（1952年—），香港商人，溢達集團及花旗銀行董事長，前香港理工大學校董會主席，曾任香港特別行政區行政會議成員。她是上海紡織商人楊元龍的長女，商人潘迪生的第一任妻子，在業界有「配額女王」之稱。

## 生平
楊敏德於香港出生，早年就讀聖保羅男女中學附屬小學及聖保羅男女中學，15歲時留學海外，並在美國麻省理工學院數學系畢業，哈佛大學工商管理碩士畢業。其後返回香港，協助打理家族的紡織及製衣業務，1978年成為溢達集團的掌舵人，帶領集團發展成跨國企業，現擔任集團董事長。1996年在新疆設立紡織品公司，供應棉花紡織品予多間跨國時裝品牌，包括 Ralph Lauren、Hugo Boss、Tommy Hilfiger等，亦成為全球恤衫最大生產及出口商之一。
她亦擔任美國吉列公司、香港太古股份有限公司、匯豐銀行及星展銀行董事局成員，美國紐約證券交易所國際顧問委員會會員。
楊敏德曾經成為《福布斯》雜誌的封面人物，是繼小甜甜龔如心外第二位成為封面人物的香港女企業家。2006年，楊敏德在《財富》雜誌世界商界女強人排行榜中排名第44位。
2009年1月至2012年6月任行政會議成員，是第十屆、十一屆、十二屆全國政協委員。

## 資料來源
- 楊敏德：做工業有幸福感,414|2011.9 信報財經月刊 （页面存档备份，存于）
- 香港行會成員
- 《財富》最新商界女強人榜出爐 中國搶佔 （页面存档备份，存于）

1. ↑  彭博商業周刊. . 2015-01-27  [2022-04-15]. （原始内容存档于2022-08-23）.